# Gentiana froelichii
Gentiana froelichii là một loài thực vật có hoa trong họ Long đởm. Loài này được Jan ex Rchb. mô tả khoa học đầu tiên năm 1832.